# Jos Klijnen

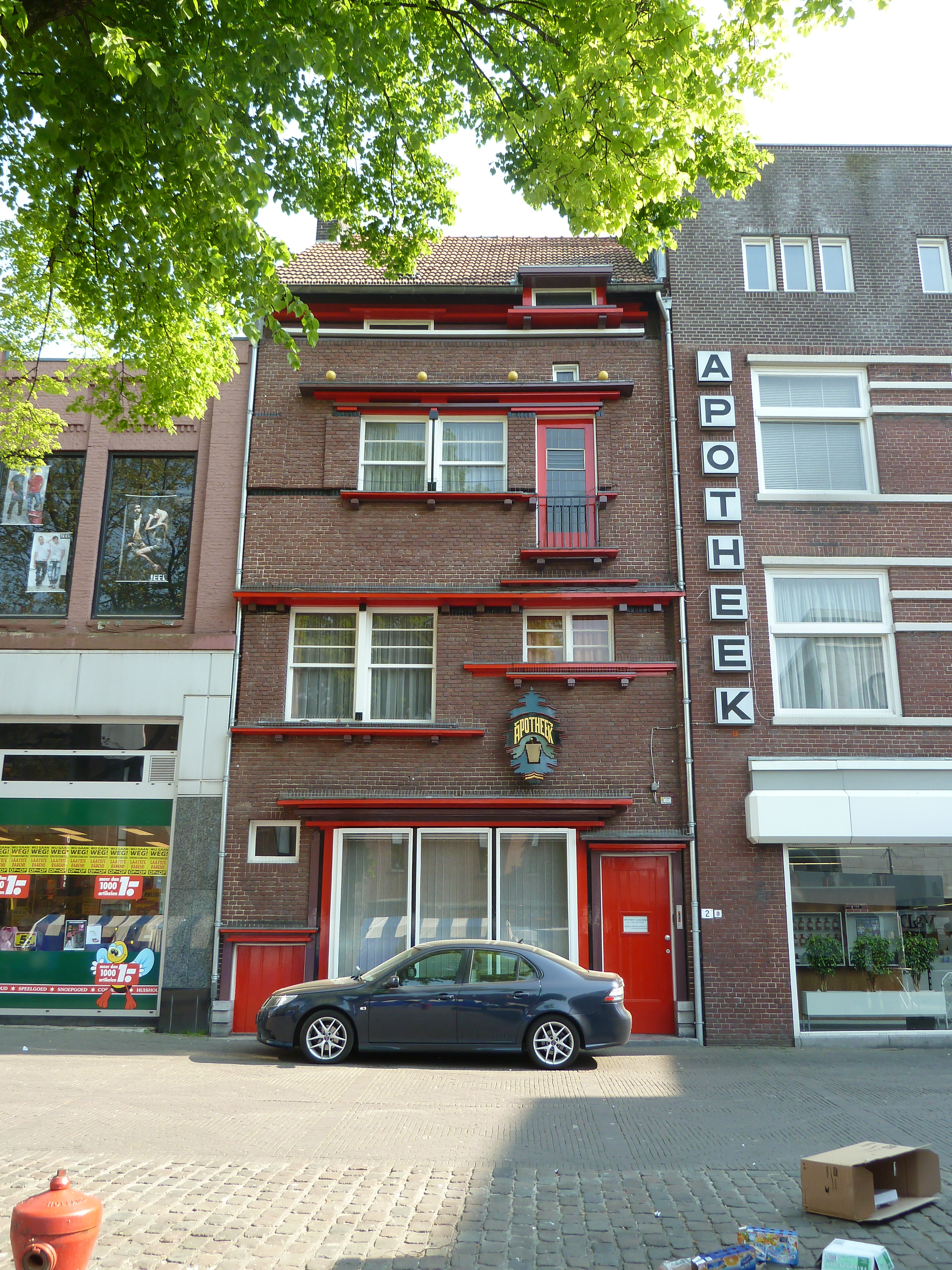
Apotheek Claessens uit 1918 in Heerlen, thans rijksmonument, ontworpen door Klijnen

Maria Philippus Josephus Hubertus (Jos) Klijnen (Maastricht, 7 januari 1887 - Den Haag, 10 januari 1973) was een Nederlands stedenbouwkundige en architect. Tot zijn ontwerpen behoort een aantal Nederlandse rijksmonumenten dat zich vooral in het zuiden van Nederland bevindt.

## Levensloop
Jos Klijnen werd te Maastricht geboren in een in twee generaties redelijk welvarend geworden milieu, als jongste zoon van de gerechtsdeurwaarder Mathijs Egidius Klijnen en diens echtgenote Maria Hoenen, die een handel in manufacturen dreef. Het gezin Klijnen bewoonde een huis aan de Muntstraat, waar mogelijk ook de winkel van zijn moeder was gevestigd. Hij bezocht tussen 1900 en 1905 de Gemeentelijke HBS in zijn geboortestad. In navolging van zijn derde broer trok hij in 1905 naar Aken om architectuur te studeren aan de Königliche Technische Hochschule. In 1908 studeerde hij een half jaar aan de Technische Hogeschool in München. Zijn leermeesters aldaar, Henrici en Fischer, waren aanhangers van de Oostenrijkse stedenbouwkundige Camillo Sitte, schrijver van Der Städtebau nach seinen künstlerischen Grundsätzen. In Klijnens stedenbouwkundige werk zijn de principes van Sitte te herkennen.  Klijnen studeerde op 27 april 1910 af als 'Diplom-Ingenieur'. In 1911 vestigde Klijnen zich in Delft om bouwkunde te gaan studeren. Vanaf zijn eerste studiejaar heeft Klijnen deelgenomen aan prijsvragen, zonder veel succes. Hij studeerde af in 1914. In 1914 vestigde Klijnen zich in Rotterdam, waar hij een jaar later de eerste versie van de Mathenesserbrug ontwierp. In Den Haag ontwierp hij twee schoolgebouwen, de St. Liduinaschool (1919) in de Amalia van Solmsstraat en de Bavoschool (1927) in de Koningin Sophiestraat in de wijk Bezuidenhout. Later werkte hij met architect Frits Peutz samen aan het Provinciehuis Zuid-Holland, eveneens in Den Haag.
In 1942 assisteerde hij Oud bij de supervisie over onder andere de Schiekade in Rotterdam. Hij werkte ook aan de gevelschema's die Oud ontwierp voor de Coolsingel. Als opvolger van Oud werd hij in 1944 zelf supervisor. In 1946 werd hij voor de werkcommissie voor wederopbouwplannen in Limburg benoemd tot stedenbouwkundig adviseur. In die functie ontwierp hij in eerste instantie stadsverbeteringsplannen en uitbreidingsplannen voor Venlo, Roermond, Sittard en Heerlen. Ook voor Maastricht heeft hij later plannen gemaakt. Hij kreeg in het begin van datzelfde jaar de opdracht van voornoemde commissie om een plan te maken voor het herstel van beide in de oorlog vernielde bruggen tussen Venlo en het in 1940 geannexeerde Blerick met aansluitende verkeerswegen. Reeds vlug kwam hij in contact met de Venlose stadsarchitect ir. Jules Kayser. Kayser had de opdracht de gebombardeerde binnenstad op te knappen. Echter, beide karakters en visies pasten niet samen, zodat de opdrachtgevers de opdracht splitsten in een deel brugplan en een deel binnenstad. Klijnen ging voortvarend te werk en maakte een aantal plannen, waarvan het laatste in 1948 werd goedgekeurd. Het ministerie van Wederopbouw en Volkshuisvesting vond het plan meer een verbeteringsplan dan een wederopbouwplan en weigerde subsidie. In overleg werd het plan weer versoberd en in 1951 goedgekeurd. Hij maakte ook nog een voorstel voor een Plan Maaskade, dat echter een onderdeel van het Herbouwplan Binnenstad werd en dus overgedragen aan Kayser, die weinig van Klijnens signatuur overliet. Klijnen werkte tussen 1932 en 1959 nog op hoge leeftijd voor de gemeente Sittard, waarna hij tussen 1952 en 1965 werkte voor de destijds eveneens zelfstandige gemeente Geleen.
Jos Klijnen was sinds 1920 gehuwd met Johanna Maria Philippona (1889-?).